# Liste der beweglichen Kulturdenkmäler in Hamburg
Die Liste der beweglichen Kulturdenkmäler in Hamburg enthält die in der Denkmalliste ausgewiesenen beweglichen Denkmäler auf dem Gebiet der Freien und Hansestadt Hamburg.
Basis ist der Datensatz Denkmalliste Hamburg auf dem Transparenzportal Hamburg. Dieser enthält alle Objekte, die rechtskräftig nach dem Hamburger Denkmalschutzgesetz vom 5. April 2013 unter Denkmalschutz stehen (V§ 6 Abs. 1 DSchG) oder zumindest zeitweise standen. Die Denkmalliste steht auch als PDF-Dokument zur Verfügung. Alle beweglichen Denkmäler in Hamburg, die schon nach dem Denkmalschutzgesetz vom 3. Dezember 1973, zuletzt geändert am 27. November 2007, unter Denkmalschutz standen, sind auch auf der Liste der beweglichen Kulturdenkmäler in Hamburg (Denkmalschutzgesetz 1973) zu finden.

## Legende
- ID: Gibt die vom Denkmalschutzamt Hamburg vergebene Objekt-ID (Identifikationsnummer) des Kulturdenkmals an, (in Klammern ggf. die Denkmalnummer nach altem Denkmalschutzgesetz).
- Adresse: Nennt den Straßennamen und, wenn vorhanden, die Hausnummer des Kulturdenkmals. Die Grundsortierung der Liste erfolgt nach dieser Adresse.
- Art: Zeigt an, ob es ein Objekt („O“) oder ein Ensemble („E“) ist.
- Datierung: Gibt die Datierung an; das Jahr der Fertigstellung bzw. den Zeitraum der Errichtung.
- Ensemble: Gibt die Nummer des Ensembles an, zu der das Objekt gehört, bzw. bei Ensembles die Nummer des Ensembles selbst.

Hinweis: Die Grundsortierung der Liste erfolgt nach der Adresse und ist alternativ nach ID, Art (Objekt oder Ensemble), Typ, Datierung, Entwurf oder Kurzbeschreibung sortierbar.
| ID           | Adresse                                                                                      | Art | Typ                                          | Kurzbeschreibung | Datierung                       | Entwurf                                                     | Ensemble | Bild           |
| ------------ | -------------------------------------------------------------------------------------------- | --- | -------------------------------------------- | --- | ------------------------------- | ----------------------------------------------------------- | -------- | -------------- |
| 13831 (1460) | Alster-Motorbarkasse Aue                                                                     | O   | Schiff, Barkasse                             | 1926 bei der Oelkerswerft erbaute, 1951 und 1960 teilweise veränderte Motorbarkasse. Bis 1989 im Liniendienst, heute im Einsatz für die ATG Alster-Touristik GmbH. | 1926, 1960 (Umbau)              | Oelkerswerft                                                |          | weitere Bilder |
| 23252        | Archiv des Jüdischen Religionsverbandes Hamburg (heute Archiv der Jüdischen Gemeinde) (Lage) | O   | Archiv                                       | Die ältesten Dokumente stammen aus dem 16. Jahrhundert. 1943 wurden bei einem Luftangriff Teile vernichtet. 1959 wurden die Archivalien zwischen dem Hamburger Staatsarchiv und den Central Archives for the History of the Jewish People aufgeteilt. | ab 16. Jahrhundert              |                                                             |          | BW             |
| 44220        | Barkasse Hafendockter (Lage)                                                                 | O   | Schiff, Barkasse                             | Die Hafenarztbarkasse wurde 1929 als Dampfbarkasse erbaut. 1959 wurde sie mit einem Dieselmotor ausgerüstet und war bis 1982/83 im Hamburger Hafen im Dienst. 1983 ersteigerte Wilken F. Dincklage die Barkasse vom Senat, sie gehörte dann einer Eignergemeinschaft, der u. a. Dincklage, Hans-Otto Mertens, Wolfgang Knauer und Ralf Arnie angehörten. Am 24. November 2000 sank die Hafendockter, wurde aber kurz darauf wieder gehoben. | 1929                            | Deutsche Werft                                              |          |                |
| 29048 (1802) | Dampfbarkasse Otto Laufer (Lage)                                                             | O   | Schiff, Barkasse                             | 1928 für die Hafenpolizei erbaut und bis 1969 im Dienst. Seit 2006 zur Restaurierung zunächst in Harburg und seit November 2011 am Lotsenhöft bei Blohm + Voss. | 1927–1928                       | H. C. Stülcken Sohn                                         |          | weitere Bilder |
| 14851 (1338) | Dampfeisbrecher Stettin (Lage)                                                               | O   | Schiff, Eisbrecher                           | 1933 gebautes, letztes fahrklares Kohle-Dampf-Seeschiff mit der größten in Deutschland noch existierenden Dreifach-Expansionsmaschine. Sein Einsatzgebiet als Eisbrecher war bis 1981 die Nord- und Ostseeküste, der Elbe-Lübeck-Kanal und die Unterelbe. | 1933                            | Stettiner Oderwerke                                         |          | weitere Bilder |
| 12996 (1007) | Dampfschiff Schaarhörn (Lage)                                                                | O   | Schiff, Peildampfer                          | 1908 im Auftrag des Hamburger Staates fertiggestellter Peildampfer mit Doppel-Schrauben-Antriebsanlage, der vom Hamburger Senat auch für repräsentative Ausfahrten genutzt wurde. Später in Cuxhaven stationiert und bis 1973 im Dienst. | 1908                            | Schiffswerft und Maschinen AG vormals Janssen & Schmilinsky |          | weitere Bilder |
| 14422        | Dampfschlepper Claus D. (Lage)                                                               | O   | Schiff, Schlepper                            | 1913 gebauter Schleppdampfer. Sie wurde bis 1983 eingesetzt und war das letzte aktive Dampfschiff im Hamburger Hafen. | 1913                            | Schiffswerft und Maschinen AG vormals Janssen & Schmilinsky |          | weitere Bilder |
| 14421        | Dampfschlepper Tiger (Lage)                                                                  | O   | Schiff, Schlepper                            | 1910 gebauter Schleppdampfer. Das Schiff wurde hauptsächlich für Leichter- und Bugsierfahrten genutzt und war bis 1966 im Dienst. | 1910                            | Schiffswerft und Maschinen AG vormals Janssen & Schmilinsky |          | weitere Bilder |
| 29049 (1469) | Feuerlöschboot Feuerwehr IV (Lage)                                                           | O   | Schiff, Feuerlöschboot                       | 1930 erbautes Feuerlöschboot. 1980 außer Dienst gestellt. | 1930                            | Schiffswerft August Pahl                                    |          | weitere Bilder |
| 45177        | Feuerschiff ELBE 3 (ex Weser, ex Weser 1, ex Bremen) (Lage)                                  | O   | Schiff, Feuerlöschboot                       | Ehemaliges Leuchtschiff Weser liegt im Museumshafen Oevelgönne in Hamburg-Othmarschen | 1888 - 1936 / 1937              | Johann Lange Werft, Grohne bei Vegesack                     |          | weitere Bilder |
| 14430        | Flussschifferkirche (Lage)                                                                   | O   | Leichter, Schiffkirche                       | 1906 gebauter Weserleichter. 1952 umgebaut und als Kirche geweiht. | 1906, 1952 (Umbau)              | Curt Erler (Umbau)                                          |          | weitere Bilder |
| 44162        | Giekewer Frieda (Lage)                                                                       | O   | Schiff, Giekewer                             | Der Einmaster mit Stahlboden wurde 1909 erbaut und fuhr bis 1959 als Frachtsegler auf der Elbe, Weser und Ostsee. Bis 1982 war sie im Hamburger Hafen als Versorgungsschiff in Dienst. | 1909                            | Werft Gustav Junge                                          |          | weitere Bilder |
| 14991 (1606) | Lieger Cäsar (Lage)                                                                          | O   | Lieger, Kontor- und Werkstattlieger          | 1902 für die Ewerführerei Carl Eckelmann erbauter Kontor- und Werkstattlieger. | 1902                            |                                                             |          | weitere Bilder |
| 44396 (1606) | Lotsenschoner No. 5 Elbe (Lage)                                                              | O   | Schiff; Segelschiff                          | Der 1883 erbaute Zweimaster diente bis 1923 zur Überführung der Lotsen in der Elbmündung. | 1883                            | H. C. Stülcken Sohn                                         |          | weitere Bilder |
| 43362        | Motorflugzeug „D-AQUI“ (Typ Ju 52/3m) (Lage)                                                 | O   | Flugzeug, Motorflugzeug                      | 1936 gebautes dreimotoriges Passagier- und Frachtflugzeug. | 1936                            | Junkers Flugzeugwerk AG                                     |          | weitere Bilder |
| 14876        | Motorschiff Bleichen (Lage)                                                                  | O   | Schiff, Stückgutfrachter                     | 1958 erbauter Stückgutfrachter, der ursprünglich im Skandinavienhandel eingesetzt wurde. Fuhr bis 2006 Massenguttransporte auf dem Schwarzen Meer. | 1958                            | Nobiskrugwerft                                              |          | weitere Bilder |
| 14870 (1406) | Motorschiff Cap San Diego (Lage)                                                             | O   | Schiff, Stückgutfrachter                     | 1961 bis 1962 in Zusammenarbeit mit dem Architekten Cäsar Pinnau erbauter Schnellfrachter. Bis 1982 im Liniendienst Hamburg-Südamerika eingesetzt. | 1961/62                         | Deutsche Werft                                              |          | weitere Bilder |
| 44105        | Segelschiff Rickmer Rickmers (Lage)                                                          | O   | Schiff, Vollschiff                           | 1896 fertiggestelltes dreimastiges stählernes Frachtsegelschiff. Bis 1962 als Segelschulschiff der portugiesischen Marine im Dienst. | 1896                            | Rickmers Werft                                              |          | weitere Bilder |
| 39232        | Segelschiff SmH Freddy (Lage)                                                                | O   | Schiff, Segelschiff mit Hilfsmotor, Galeasse | 1946 als Kutter für die Kriegsmarine geplant, 1951 zum Segelschiff mit Hilfsmotor umgebaut. | 1946, 1951 (Umbau)              | Burmester Werft                                             |          | BW             |
| 14435        | Typar des IV. Hamburgischen Staatssiegels (Lage)                                             | O   | Siegelstempel                                | Die älteste bekannte Nutzung datiert 1304. Das Siegel war bis 1811 in Gebrauch. Im Zweiten Weltkrieg verschollen und in den 1980er Jahren wieder aufgetaucht. 2012 zurückgekauft und seitdem bei der Handelskammer Hamburg ausgestellt. | 1304 (erster bekannter Abdruck) |                                                             |          |                |
| 45209        | Zollbarkasse Präsident Schaefer (Lage)                                                       | O   | Schiff, Barkasse                             | Die 1925 fertiggestellte Zollbarkasse war bis 1982 im Hamburger Hafen im Einsatz. | 1925                            | Deutsche Werft                                              |          | weitere Bilder |
| 45133        | Kirchenpauerkai 29, 20457 Hamburg (Lage)                                                     |     | Schiff (Kühl- und Transportschiff)           | Die Stubnitz ist ein ehemaliges Kühl- und Transportschiff der DDR-Hochsee-Fischfangflotte, das seit 1992 als soziokulturelles Veranstaltungsschiff genutzt wird. Seit 2013 liegt es in Hamburg. | 1964                            | VEB Volkswerft Stralsund                                    |          |                |